# 杜塞尔多夫行政区
杜塞尔多夫行政区（德語：Regierungsbezirk Düsseldorf）是德国北莱茵-威斯特法伦州的5个行政区之一，首府杜塞尔多夫。

## 行政区划
杜塞尔多夫行政区下设5个县：
1. 克莱沃县（Kleve），首府克莱沃（Kleve）
2. 梅特曼县（Mettmann），首府梅特曼（Mettmann）
3. 诺伊斯莱茵县（Rhein-Kreis Neuss），首府诺伊斯（Neuss）
4. 菲尔森县（Viersen），首府菲尔森（Viersen）
5. 韦瑟尔县（Wesel），首府韦瑟尔（Wesel）

杜塞尔多夫行政区下设10个非县辖城市：
1. 杜塞尔多夫市（Düsseldorf）
2. 杜伊斯堡市（Duisburg）
3. 埃森市（Essen）
4. 克雷费尔德市（Krefeld）
5. 门兴格拉德巴赫市（Mönchengladbach）
6. 米尔海姆市（Mülheim an der Ruhr）
7. 奥伯豪森市（Oberhausen）
8. 雷姆沙伊德市（Remscheid）
9. 索林根市（Solingen）
10. 伍珀塔尔市（Wuppertal）